# Jenišov
Jenišov (deutsch Janessen) ist eine Gemeinde in Tschechien. Sie liegt fünf Kilometer westlich des Stadtzentrums von Karlovy Vary und gehört zum Okres Karlovy Vary.

## Geographie
Jenišov befindet sich am Rande des Falkenauer Beckens rechtsseitig des Baches Chodovský potok auf einer Anhöhe. Im Südwesten erhebt sich die auf dem Kellerberg angelegte frühere Abraumhalde Loket, unter der sich früher das Dorf Podhoří befand. Südlich liegt der Hügel Roh (Hornberg, 582 m). Die Bahnstrecke Chomutov–Cheb führt nördlich am Dorf vorbei, die nächste Bahnstation liegt zwei Kilometer östlich in Dvory. Südlich befindet sich der zur Schnellstraße R 6 ausgebaute Abschnitt der Staatsstraße 6/E 48 zwischen Jenišov und Karlovy Vary-západ, von dem die Staatsstraße 20/E 49 nach Süden abzweigt.
Nachbarorte sind Zátiší und Počerny im Norden, Stará Role im Nordosten, Dvory im Osten, Tašovice im Südosten, Pod Rohem im Süden, Hory, Loučky und Nové Sedlo im Südwesten, Chranišov im Westen sowie Na Cechu und Mírová im Nordwesten.

## Geschichte
Die erste schriftliche Erwähnung des Dorfes erfolgte im Jahre 1390. Jenišov gehörte zu den Gütern der Herrschaft Elbogen. Nach der Schlacht am Weißen Berg wurde das Dorf 1623 konfisziert. Bis zur Aufnahme des Bergbaus war Janessen ein rein landwirtschaftliches Dorf. Im Jahre 1806 erwarb der Kaufmann Josef Kalesánský Paulus die Konzession zum Braunkohlenabbau und eröffnete die Zeche "Mariasorg". 1822 folgte die Grube "Anton-Andreas", deren Besitzer Anton Hippmann war. 1847 erwarb die Stadt Elbogen Janessen zurück.
Nach der Aufhebung der Patrimonialherrschaften bildete Janessen einschließlich Taschwitz ab 1850 eine politische Gemeinde im Bezirk Falkenau. In der zweiten Hälfte des 19. Jahrhunderts eröffneten weitere Braunkohlenzechen. 1855 entstand die "Wilhelmine", 1859 die Grube "Florian" und 1863 die "Katharina". In dieser Zeit wurde auf die ersten Dampfmaschinen aufgestellt, zuerst auf der "Wilhelmine", 1864 auf der "Johanni-Zeche" und ein Jahr später auch auf der "Mariasorg".
Die Aufnahme des Bahnverkehrs zwischen Karlsbad und Eger durch die Buschtěhrader Eisenbahngesellschaft (BEB) im Jahre 1870 führte zu einem Aufschwung des Kohlenbergbaus und zu neuen Absatzmärkten für die Braunkohle. 1870 war die "Mariasorg" die größte Grube im Ort. 1872 eröffnete die Grube "Emma". Ab 1880 gehörte die Gemeinde mit den Ortsteilen Haselbeint und Taschwitz zum Bezirk Karlsbad. 1896 eröffnete zwischen Horn, Janessen und Taschwitz die Zeche "Poldi", von der eine Bleichert-Schwebebahn zum Bahnhof Chodau führte. 1895 wurde die "Emma" und 1899 auch die Grube "Andreas–Caroli" stillgelegt. Am Übergang zum 20. Jahrhundert waren die meisten der alten Gruben ausgekohlt und die Zechen "Poldi" und "Caroli-Johanni" förderten das Gros der Kohle. Bei der "Caroli-Johanni" waren im Jahre 1900 104 Bergleute beschäftigt. Insgesamt bestanden zu dieser Zeit 19 Zechen. 1901 entstand in Janessen eine Bruderkasse. Wegen Erschöpfung der Lagerstätten schlossen 1927 die Zeche "Poldi" und ein Jahr später auch die "Caroli-Johanni".
Die Weltwirtschaftskrise führte zu illegalem Bergbaubetrieb durch Arbeitslose. Am 2. November 1929 verhaftete die Gendarmerie in der "Poldi" 35 Personen, die dort nach Kohle gruben. In der "Wilhelmine" bauten fast 300 Kohlengräber ein Flöz im Schutzpfeiler der Staatsstraße von Karlovy Vary nach Cheb ab. Die dadurch verursache Rutschung der Straße führte in den 1930er Jahren zur endgültigen Einstellung des Bergbaus in Janessen. 1930 hatte die Gemeinde 2507 Einwohner.
Infolge des Münchner Abkommens wurde Janessen 1938 dem Deutschen Reich angeschlossen. 1939 lebten in Janessen 2487 Menschen. Von 1938 bis 1945 war die Gemeinde Teil des deutschen Landkreises Karlsbad und kam nach dem Ende des Zweiten Weltkrieges zur Tschechoslowakei zurück.
1949 wurde der Ortsteil Tašovice zu einer selbstständigen Gemeinde. Von 1949 bis 1960 gehörte Jenišov zum Okres Karlovy Vary-okolí. Seit 1961 gehört die Gemeinde zum Okres Karlovy Vary. Von 1975 bis 1990 war Jenišov ein Stadtteil von Karlovy Vary. Seit 1990 besteht die Gemeinde wieder.

## Gemeindegliederung
Die Gemeinde Jenišov besteht aus den Ortsteilen Jenišov (Janessen) und Pod Rohem sowie der Ansiedlung Zátiší (Haselbeint).

## Sehenswürdigkeiten

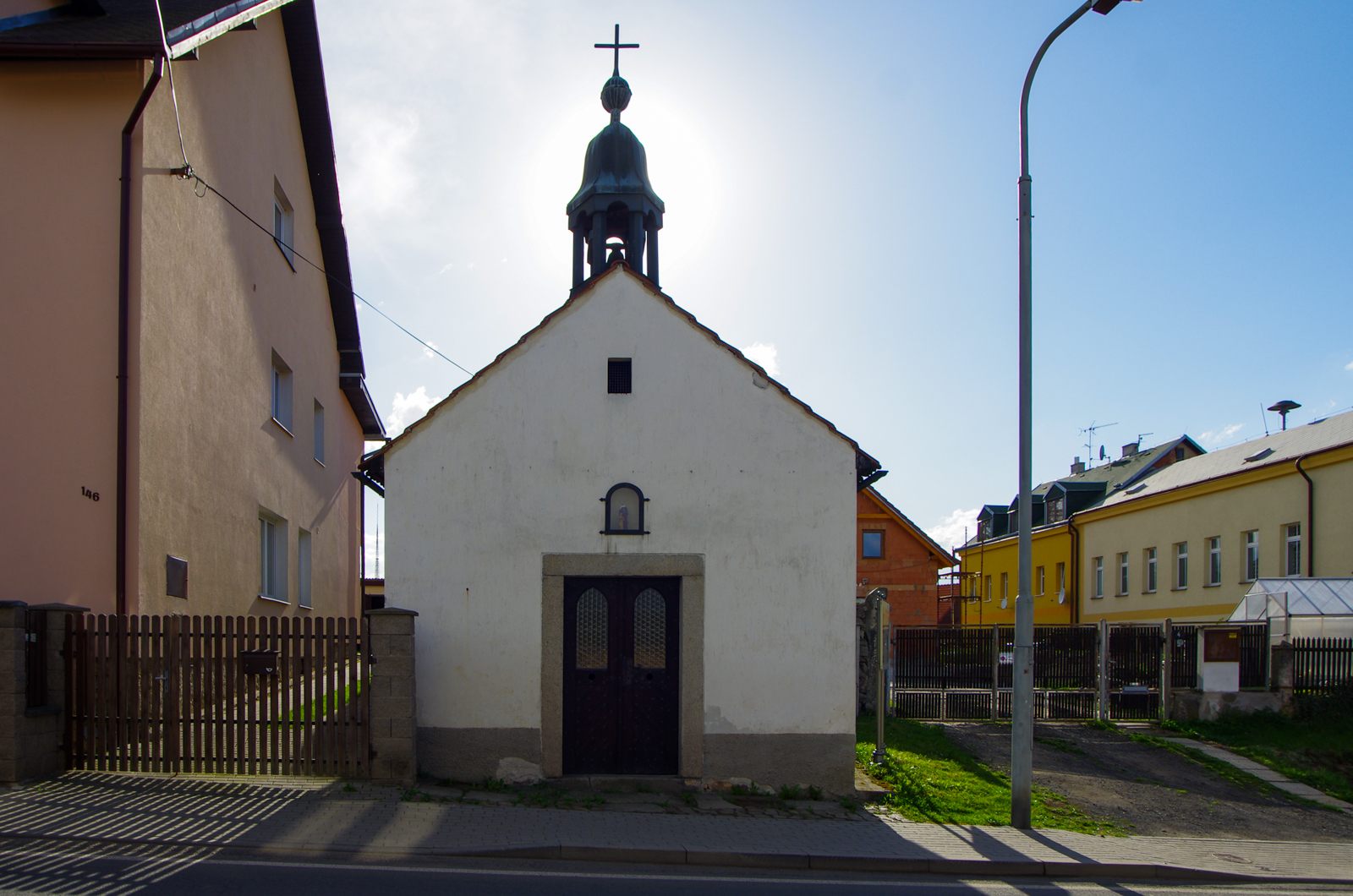
Kapelle St. Anna

- Kapelle der hl. Anna, errichtet zum Ende des 19. Jahrhunderts und nach der Reparatur von 1947 durch den Prager Erzbischof Josef Beran neu geweiht. Zwischen 1991 und 1993 erfolgte eine Rekonstruktion des vom Schwamm befallenen Bauwerks.
- Majvals Eiche; die Wintereiche mit einem Stammumfang von 3,95 m in 1,30 m Höhe ist seit 2004 ein Baumdenkmal
- Die Sommereiche bei der Firma Vorel hat einen Stammumfang von 3,83 m und ist seit 2004 geschützt
- Die Jenišover Eiche auf dem alten Schulhof ist eine Sommereiche mit 3,52 Stammumfang. Am 30. Juli 2005 brachen bei einem Sturm zwei Äste. Seit September 2005 ist der Baum geschützt.

## Persönlichkeiten
- Franz Katz (1887–1955), Gewerkschaftssekretär und Politiker